# Weldon Nathaniel Edwards

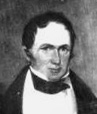
Weldon Nathaniel Edwards

Weldon Nathaniel Edwards (* 25. Januar 1788 in Gaston,  Northampton County, North Carolina; † 18. Dezember 1873 in Warrenton, North Carolina) war ein US-amerikanischer Politiker. Zwischen 1816 und 1827 vertrat er den Bundesstaat North Carolina im US-Repräsentantenhaus.

## Werdegang
Weldon Edwards besuchte die Warrenton Academy. Nach einem anschließenden Jurastudium und seiner 1810 erfolgten Zulassung als Rechtsanwalt begann er in Warrenton in diesem Beruf zu arbeiten. Gleichzeitig schlug er als Mitglied der Demokratisch-Republikanischen Partei eine politische Laufbahn ein. In den Jahren 1814 und 1815 war er Abgeordneter im Repräsentantenhaus von North Carolina.
Nach dem Rücktritt des Kongressabgeordneten Nathaniel Macon wurde Edwards bei der fälligen Nachwahl für den sechsten Sitz von North Carolina als dessen Nachfolger in das US-Repräsentantenhaus in Washington, D.C. gewählt, wo er am 7. Februar 1816 sein neues Mandat antrat. Nach fünf Wiederwahlen konnte er bis zum 3. März 1827 im Kongress verbleiben. Mitte der 1820er Jahre schloss sich Edwards der Bewegung um den späteren Präsidenten Andrew Jackson an. Von 1823 bis 1825 war er Vorsitzender des Ausschusses zur Kontrolle der Ausgaben des Finanzministeriums; von 1825 bis 1827 leitete er den Ausschuss zur Kontrolle der öffentlichen Ausgaben.
1826 verzichtete Edwards auf eine erneute Kandidatur. Er kehrte nach North Carolina zurück, wo er eine Plantage betrieb. Zwischen 1833 und 1844 gehörte er dem Senat von North Carolina an. Im Jahr 1835 war er Delegierter auf einer Versammlung zur Überarbeitung der Staatsverfassung. 1850 wurde er nochmals in den Staatssenat gewählt, dessen Präsident er wurde. Im Jahr 1861 war Weldon Edwards Vorsitzender der Versammlung, die den Austritt des Staates North Carolina aus der Union beschloss. Danach ist er politisch nicht mehr in Erscheinung getreten. Er starb am 18. Dezember 1873 in Warrenton.